# Джессіка Фрідріх
Джессіка Фрідріх — професор університету  Бінгемтон, спеціалізується на програмах із приховування даних у цифрових зображеннях. Вона також відома в документуванні та популяризації методу CFOP, одного з найбільш часто використовуваних методів для швидкого вирішення Кубика Рубіка, також відомого як швидкубінг. Вона вважається однією з піонерів швидккубінгу, разом із Ларсом Петрусом. Майже всі найшвидші швидкубери заснували свої методи на методі Фрідріх, для означення якого використовують абревіатуру CFOP (хрест, перші 2 шари, орієнтація останнього шару, перестановка останнього шару).
Метод описує вирішення куба шар за шаром. Спочатку так званий "хрест" зроблений на першому шарі, що складається з центрального кубика і чотирьох ребер. Кути першого шару та ребра другого шару ставляться у правильні позиції одночасно (чотири пари). Останній шар вирішується шляхом спочатку орієнтування, а потім перестановки останнього шару куба за допомогою декількох наборів алгоритмів.

## Професійне життя
Джессіка Фрідріх працює професором кафедри електротехніки та обчислювальної техніки університету Бінгемтон і спеціалізується на цифрових водяних знаках та криміналістиці. Вона отримала ступінь магістра в галузі прикладної математики з Чеського технічного університету в Празі в 1987 році та докторський ступінь із системних наук з Університету Бінгемтона в 1995 році.

## Дивись також
- CPOP метод вирішення Кубика Рубіка [Архівовано 29 жовтня 2017 у Wayback Machine.]

## Зовнішні посилання
1. вебсторінка Джессіки Фрідріх [Архівовано 26 березня 2007 у Wayback Machine.]
2. розмова на YouTube з Джессікою Фрідріх (на англійській) [Архівовано 4 квітня 2019 у Wayback Machine.]

1. 1 2  резюме
2. ↑  Математичний генеалогічний проєкт — 1997.